# Johann Caspar Hirschely

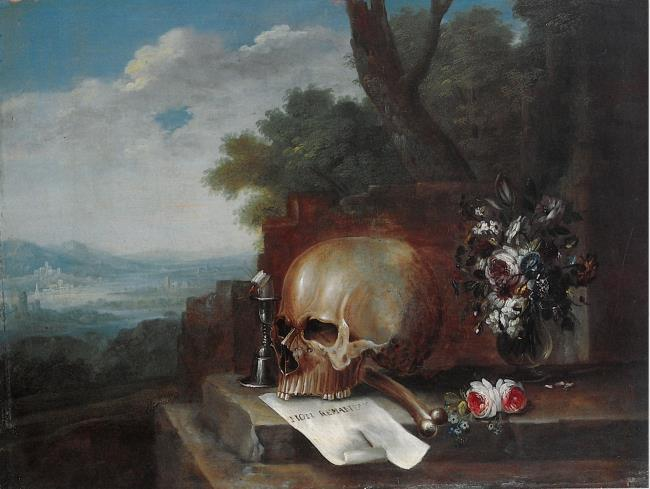
Vanitas en un paisaje (1727), Galería Regional de Arte, Liberec

Johann Caspar Hirschely (en checo: Jan Kašpar Hirschely) (Praga, 5 de enero de 1695 - Praga, 15 de enero de 1743) fue un pintor bohemio. 

## Biografía
Discípulo de Johann Adalbert Angermayer, consta activo en Praga entre 1718 y 1743. Ingresó en la guilda de esa ciudad en 1724. Se dedicó preferentemente a bodegones de flores y alimentos, así como alguna vanitas, un tipo de bodegón que hace referencia a la fugacidad de la vida y la inevitabilidad de la muerte, como Vanitas en un paisaje (1727, Galería Regional de Arte, Liberec), donde sobre una lápida situada en un paisaje campestre se ve una calavera, un jarrón de flores, una vela apagada y una cartela con la inscripción non remaneris.